# Scytodes fourchei
Scytodes fourchei är en spindelart som beskrevs av Roger de Lessert 1939. Scytodes fourchei ingår i släktet Scytodes och familjen spottspindlar. Inga underarter finns listade i Catalogue of Life.